# Алькор
Алько́р (g Большой Медведицы, 80 UMa) — звезда в созвездии Большой Медведицы, расположенная вблизи (около 12 угловых минут) значительно более яркого Мицара (второй звезды от конца ручки большого «ковша»). Способность видеть Алькор — традиционный способ проверки зрения. Название в переводе с арабского языка означает забытая или незначительная. Видимая звёздная величина около +4, спектральный класс A5 V, расстояние около 78 световых лет. Для эпохи 2000 прямое восхождение составляет 13ч 25м 13,53с, склонение +54° 59′ 16,65″.

## Общая информация
Вопрос о том, входят ли Алькор и Мицар в общую звёздную систему или их близость на небе случайна, вызывал споры. Лишь в 2009 году астрономы Рочестерского университета установили связь между Алькором и звёздами Мицара, эта позиция в настоящее время общепринята. В том же году у Алькора был обнаружен слабый (величиной +8.8) спутник, отстоящий на 1 угловую секунду. Таким образом, система состоит из шести компонентов: двойные звёзды Мицар А и Мицар В и лежащая на расстоянии около 0,3 светового года от них двойная звезда Алькор.

## Название
Название звезды происходит от персидского Khwar, Khawwar, «слабый», с добавленным арабским al-.
Две звезды, Мицар и Алькор, входят в парный астеризм, обозначаемый арабским выражением «конь и всадник», но эти эпитеты не являются переводом арабских названий звёзд. Арабское название для Алькора — al-Suhā, «незамеченный»; название дано ас-Суфи и происходит от того факта, что звезда не была упомянута в каталоге Птолемея) (сам ас-Суфи также не включил Алькор в свой каталог).

## Проверка зрения
Попытка увидеть Алькор является хорошим тестом на остроту зрения. Хотя предел углового разрешения глаза близок к 1 минуте дуги, и тем самым 12 минут (почти половина видимого диаметра Луны), разделяющие Алькор и Мицар, теоретически не требуют идеального зрения (остроты зрения 0,1 или 20/200 должно бы быть достаточно), на практике задача сильно осложняется небольшой яркостью звёзд и большой разницей в яркости между Мицаром и Алькором. Эксперименты Дж. Бохигяна (англ. George M. Bohigian) показали, что этот «арабский тест зрения» фактически мало отличается от строки 20/20 таблицы Снеллена (нормальное зрение, острота 1,0), по крайней мере для молодых людей (так, из ряда протестированных добровольцев лишь один человек, в возрасте 65 лет, оказался неспособен разрешить пару звёзд даже после коррекции зрения до 1,0).
В арабской литературе говорится, что только те, кто обладает самым острым зрением, могут видеть компаньона Мицара. Арабский лексикограф XIV века Фирузабади назвал его «Нашей загадкой», в то время как персидский астрономический писатель XIII века Закария аль-Казвини сказал, что «люди проверяли своё зрение этой звездой».